# Federico Andahazi
Federico Andahazi (Buenos Aires, 1963. június 6. –) argentin pszichológus és író.
A magyar politikus és művész Andaházi Kasnya Béla unokája.

## Művei
Regények
- 1997: El anatomista.[5] Magyarul: Az anatómus; ford. Dobos Éva, Magvető, Bp., 1999[6][7]
- 1998: Las piadosas. Magyarul: A harmadik nővér; ford. Dobos Éva; Magvető, Bp., 2000[8]
- 2000: El príncipe. Magyarul: A fejedelem; ford. Dobos Éva; Magvető, Bp., 2002[9]
- 2002: El secreto de los flamencos
- 2004: Errante en la sombra
- 2005: La ciudad de los herejes
- 2006: El conquistador
- 2012: El libro de los placeres prohibidos. Magyarul: Tiltott gyönyörök könyve; ford. Varju Kata, Mester Yvonne; Libri, Bp., 2014[10]
- 2015: Los amantes bajo el Danubio. Magyarul: Szerelmesek a Dunánál; ford. Varju Kata; Libri, Bp., 2016[11]

Történetek
- 1998: El árbol de las tentaciones
- 2009: El oficio de los Santos

Nem fikció
- 2008: Pecar como Dios manda. Historia sexual de los argentinos
- 2009: Argentina con pecado concebida. Historia sexual de los argentinos II
- 2010: Pecadores y pecadoras. Historia sexual de los argentinos III
- 2017: El equilibrista

Antológiák és együttműködés
- 1999: Líneas aéreas (Lengua de trapo, España)
- 2000: La selección argentina (Editorial Tusquets)
- 2001: Homenaje a Diego A. Maradona (2001, S.A.F.E.)

## Magyarul
- Az anatómus; ford. Dobos Éva, Magvető, Bp., 1999
- A harmadik nővér; ford. Dobos Éva; Magvető, Bp., 2000
- A fejedelem; ford. Dobos Éva; Magvető, Bp., 2002
- Tiltott gyönyörök könyve; ford. Varju Kata, Mester Yvonne; Libri, Bp., 2014
- Szerelmesek a Dunánál; ford. Varju Kata; Libri, Bp., 2016